# Dicranomyia (Sivalimnobia) clavula
Dicranomyia (Sivalimnobia) clavula is een tweevleugelige uit de familie steltmuggen (Limoniidae). De soort komt voor in het Oriëntaals gebied.